# Польско-тайваньские отношения
Польско-тайваньские отношения это двусторонние отношения между Польской республикой и Китайской республикой (Тайвань).
В связи с проводимой Китайской народной республикой политикой одного Китая Польша, как и большинство стран мира не поддерживает официальных дипломатических отношений с Китайской республикой на Тайване и признаёт только Китайскую народную республику как единственного представителя Китая, хотя Польша также не признаёт Тайвань частью КНР.  
Тем не менее, в последние десятилетия отношения между двумя странами резко расширились, и после того как с 1990 года Польша перешла к в рыночной экономике, Тайвань стал одним из крупнейших азиатских инвесторов в Польшу. Обе страны имеют представительства, у Польши в Тайбэе, а у Тайваня - в Варшаве.
Польша и Китай установили отношения  в 1919 году, после восстановления Польской республики, но отношения не развивались ввиду удалённости обеих стран. После прихода к власти коммунистов в Польше и в материковом Китае обе страны не поддерживали официальных дипломатических отношений. Польская народная республика признавала только новообразованную Китайскую народную республику как единственного представителя Китая, а Китайская республика на Тайване была враждебна к коммунистическим режимам.
После падения коммунизма в Польше в 1989 году связи между двумя странами усилились.
Между двумя странами было подписано несколько экономических соглашений, в частности соглашение об избежании двойного налогообложения и недавно заключенное соглашение о солнечной энергии.
28 января 2021 года Тайвань и Польша подписали всеобъемлющее соглашение о сотрудничестве в области уголовного правосудия, включающее положения о борьбе с транснациональными преступлениями, расширения сотрудничества в судебной сфере, а также защиты прав человека и верховенства закона. 
Это соглашение стало первым соглашением такого рода заключённое между Тайванем и европейской страной.  
В ходе пандемии COVID-19 Польша получила полмиллиона масок от Тайваня. В начале сентября Польша передала Тайваню 400 тыс. доз вакцины в качестве «жеста солидарности».